# Nesticella songi
Espèce
Nesticella songi est une espèce d'araignées aranéomorphes de la famille des Nesticidae.

## Distribution
Cette espèce est endémique du Guizhou en Chine,.

## Publication originale
- Chen & Zhu, 2004 : A new cave spider of the genus Nesticella from China (Araneae, Nesticidae). Acta Zootaxonomica Sinica 29: 87-88.